# ALIVEキャップ
ALIVEキャップ（アライヴキャップ）とは、日本で活動しているヒップホップ/R&BグループSOUL'd OUTのメインMCであるDiggy-MO'がミュージックビデオやメディアの露出時に着用しているキャップ。特殊なデザインで「ALIVE」と表記されたメッシュキャップになっている。
Tour 2006 "ALIVE"で「SOUL'd OUT Tour 2006 "ALIVE"ツアーグッズ!」各会場限定色違いのALIVE CAP販売が決定し販売された、「SOUL'd OUT Tour 2006 "ALIVE"ツアーグッズ!」の中でも最も人気だった（どのカラーが販売されるかは会場でのお楽しみだった）。
また、これらはTour 2006 "ALIVE"でも本人が使用。このツアー各地の即売会会場にてALIVEキャップが3500円で限定発売された。デザインやSOUL'd OUT等の人気から、この商品は、インターネットオークション等を通じて、一部では元の10倍以上の値段で取引されている。また、各会場でカラーが違うため、この先売られることがなければプレミアになることも考えられる。